# Frontiphantes fulgurenotatus
Frontiphantes fulgurenotatus là một loài nhện trong họ Linyphiidae. Chúng được Ehrenfried Schenkel-Haas miêu tả năm 1938. Chúng chỉ được tìm thấy ở Bồ Đào Nha.